# Ioana Plăvan
Ioana Valentina Plăvan (* 16. Juli 1998 in Câmpina) ist eine rumänische Leichtathletin, die sich auf den Speerwurf spezialisiert hat.

## Sportliche Laufbahn
Erste Erfahrungen auf Wettkämpfen internationaler Ebene sammelte Ioana Plăvan im Jahr 2016, als sie bei den U20-Weltmeisterschaften in Bydgoszcz mit einer Weite von 44,28 m in der Qualifikationsrunde ausschied. 2019 erreichte sie bei den Europaspielen in Minsk mit 49,71 m Rang 24 und verpasste anschließend bei den U23-Europameisterschaften in Gävle mit 42,13 m den Finaleinzug. 2020 gewann sie bei den Balkan-Meisterschaften im heimischen Cluj-Napoca mit 47,79 m die Bronzemedaille und im Jahr darauf wurde sie bei den Balkan-Meisterschaften in Smederevo mit 49,07 m Siebte. 2022 gelangte sie bei den Balkan-Meisterschaften in Craiova mit 50,26 m auf den sechsten Platz.
In den Jahren von 2019 bis 2022 wurde Plăvan rumänische Meisterin im Speerwurf.